# دنیس مارکز
دنیس مارکز (به پرتغالی: Dênis Marques do Nascimento) مهاجم اهل برزیل است که در شهر ماسیو و در تاریخ ۲۲ فوریهٔ ۱۹۸۱ به دنیا آمده‌است.
دنیس مارکز در تیم‌های فوتبال Mogi Mirim سابقهٔ حضور دارد.